# Trym Torson
Kai Johnny Solheim Mosaker poznatiji kao Trym Torson (Norveška, 26. veljače 1974.) je norveški heavy metal bubnjar. Najpoznatiji je kao bubnjar black metal-sastava Emperor. Bio je izvornim bubnjarom viking/black metal-sastava Enslaved i bubnjarom blackened death metal sastava Zyklon. Također je bio glazbenikom sastava Abigail Williams i Imperium. Godine 2003. svirao je kao dodatni glazbenik sa sastavom Satyricon. Osim glazbu Torson radi kao tetover.

## Diskografija
S Enslavedom
- Hordanes Land (1993.) (EP)
- Vikingligr Veldi (1994.)
- Frost (1994.)

S Emperorom
- Reverence (1997.) (EP)
- Anthems to the Welkin at Dusk (1997.)
- IX Equilibrium (1999.)
- Prometheus: The Discipline of Fire & Demise (2001.)

S Zyklonom
- World ov Worms (2001.)
- Aeon (2003.)
- Disintegrate (2006.)